# خواكيم جوزيه
خواكيم جوزيه (بالألمانية: Joachim Jose)‏ هو عالم أدوية وكيميائي ألماني، ولد في 12 يناير 1961 في Quierschied ‏ في ألمانيا.